# Partido Conservador Colombiano
O Partido Conservador Colombiano é um dos dois partidos políticos tradicionais da Colômbia, fundado em 1849 por Madriano Ospina Rodríguez e José Eusebio Caro.
Disputou o poder com o Partido Liberal Colombiano desde meados do século XIX até 2002, tempo em que prevaleceu um sistema bipartidário. Desde sua fundação até 1957 a disputa pelo poder foi marcada pela violência política e várias guerras civis. A partir dos anos de 1930 até 2002 manteve-se como a segunda força no Congresso, depois do Partido Liberal, recuperando essa posição em 2010.

## Século XXI
Durante a primeira década do século XXI, o Partido Conservador Colombiano teve uma recuperação eleitoral evidente nos resultados: ele passou de 34 deputados em 2002, para 44 em 2006, depois para 59 em 2010. Essa recuperação pode ser explicado pelo apoio ao presidente Álvaro Uribe Vélez.
Atualmente o Partido Conservador Colombiano, após apoiar o presidente Juan Manuel Santos, nas recentes eleições presidenciais, faz parte da coalizão Unidad Nacional. Mantém cargos em vários ministérios e instituições estatais.

## Posições do Partido
O Partido Conservador Colombiano, como sendo adepto do Liberalismo econômico, defende a estabilidade e segurança jurídica, visando se criar um ambiente confiável para incentivar o empreendedorismo interno e atrair investimentos internacionais.
Em busca dessa segurança jurídica, o partido é atualmente um dos maiores defensores do programa Seguridad Democrática, que teve início no governo Uribe, que se trata de um programa duro de combate e confronto contra as FARC, ainda que as diretrizes desse programa sejam opostas às posturas políticas tomas pelo antecessor de Álvaro Uribe, que era membro do Partido Conservador Colombiano, e procurou uma política de diálogo, concessões e cessar-fogo.
Na área de infraestrutura, os conservadores acreditam na maior participação privada nos investimentos desse setor, para isso propõe que o governo conceda maior acesso de crédito ao empresário privado.
Na área de política externa, são favoráveis a uma integração da América Latina, mas contrários a uma integração regional que leve o bloco a políticas isolacionistas e/ou protecionistas exacerbadas, pois defendem uma forte internacionalização da economia colombiana.
No setor agrário, dizem não se esquecer de sua história e se reconhecem como um partido com forte vocação agrícola. Tendo boa parte de suas proposições políticas voltadas ao setor do campo, que além do mais, reconhecem como um setor socialmente essencial para se investir, pois é no campo onde se encontram os maiores focos de pobreza. Militam por uma política de crédito rural maior e mais ampla, além de um forte investimento em tecnologia agrícola.
Na área social, apesar de se declarar um partido Liberal, do ponto de vista econômico, o Partido Conservador Colombiano apóia amplos programas de intervenção estatal para solucionar o problema da pobreza, seja por ação direta do estado ou por meio de subsídios. Defendem, por exemplo, um amplo programa estatal habitacional para solucionar a precariedade e o déficit de residências, além de defenderem sistemas de saúde e educação públicos.